# The Immortal Otis Redding
The Immortal Otis Redding är ett musikalbum av Otis Redding som lanserades 1968. Det var det andra albumet som släpptes postumt efter Reddings plötsliga död i december 1967. "The Happy Song" och "Hard to Handle" släpptes som singlar från skivan och båda blev hitsinglar både i USA och Storbritannien.

## Låtlista
1. "I've Got Dreams to Remember" (Otis Redding, Zelma Redding) - 3:10
2. "You Made a Man Out of Me" (Deanie Parker, Steve Cropper) - 2:06
3. "Nobody's Fault But Mine" (Redding) - 2:20
4. "Hard to Handle" (Allen Jones, Alvertis Isbell, Redding) - 2:18
5. "Thousand Miles Away" (Redding) - 2:09
6. "The Happy Song (Dum-Dum)" (Redding, Steve Cropper) - 2:40
7. "Think About It" (Don Covay, Redding) - 2:59
8. "A Waste of Time" (Redding) 3:15
9. "Champagne and Wine" (Redding, Roy Johnson, Allan Walden) 2:49
10. "A Fool for You" (Ray Charles) 2:55
11. "Amen" (Redding) 3:20

## Listplaceringar
- Billboard 200, USA: #58[1]
- Billboard R&B Albums: #3
- UK Albums Chart, Storbritannien: #19[2]